# 石原さとみ SAY TO ME!
石原さとみ SAY TO ME!（いしはらさとみ セイ トゥー ミー）は2005年（平成17年）4月9日から2010年（平成22年）4月4日までニッポン放送（LF）をキーステーションに放送していたラジオ番組。パーソナリティは番組名にもあるように女優の石原さとみである。

## 概要
LFでは通常野球シーズン中はプロ野球中継が延長された場合、21:45からの15分の短縮版で放送される。また、ショウアップナイターの放送が21:45近くまで延長された場合は、確実に放送休止となる。この場合、ネット局では通常通り30分で放送されるため、この場合「キー局のニッポン放送のみお蔵入り」となる部分が発生することになる（以前の番組でこれとよく似た場合があったのが『田中麗奈ハートをあげるっ』である。）。
実際、LFでは2005年（平成17年）4月9日に放送を開始して以後、プロ野球中継延長のあおりを受けて放送休止となるケースが比較的多い。スタートした当初はほぼ隔週で放送→休止を繰り返していたが、2005年6月にいたっては4日のみ放送されただけで、残り3週は野球延長で休止された。特に8月いっぱいは、ショウアップナイターがゲーム終了後も別のゲームを試合終了するまで中継する関係で、放送休止の率が高い。
なお、2005年4月から9月は土曜21時30分から22時00分だったが、2005年10月から放送時間を日曜日21時30分から22時00分に移動。さらに、2009年（平成21年）4月から、日曜日23時30分から24時00分に移動している。
番組タイトル「SAY TO ME」は英語で「私に話して」という意味で、「SATOMI（さとみ）」に引っ掛けたもの。

## 番組内容

### コーナー変遷
- 初日の企画は「クエスチョンボックス」という企画で、その箱の中に入っているカードに書いてあるテーマについて30秒間で説明するというもの。評価は「よくできました」、「もう少し頑張りましょう」、「寒っ…」で、最後の「寒っ…」は出なかった。本人は相当緊張していた。
- 第2回以後（30分で放送される場合）は、前半がリスナーから寄せられたお便りやメールの紹介。
- 後半は2005年10月までが「ニュースキャスター・石原さとみです」と題して、最近のトレンドや社会問題などを取り上げてニュース番組風に語るものだった。
- その後2005年11月からは「ニュースキャスター・石原さとみです」に替わり、「三単ポエム」と題したコーナーが始まる。これは石原が出すお題に沿って、3行詩をリスナーに作ってもらうという内容である。
- 2006年4月9日からは「三単ポエム」に替わり、「三つの言葉の小さな世界」と題したコーナーが始まる。これは、箱の中から単語の書かれたカードを3枚無作為に選び出し、その選び出した3つの単語を全て使って1つの話を作り上げるというもの。その話が上手かったかどうかで○か×のファンファーレが鳴る。
- 2006年7月23日からは「三つの言葉の小さな世界」に替わり、「究極の三択」と題したコーナーが始まる。これは「もし～ならどれを選ぶ？」という形の3択問題をリスナーから募集し、それに石原が答えるというもの。
- 2007年3月4日から、「究極の三択」から替わり、「未送信ボックス」と題したコーナーが始まる。これは、送れなくて「下書き」フォルダに入れたままにしてあるメールにまつわる架空の物語を石原が読み上げるというもの。
- コーナーとコーナーの合間・CM前には音楽をかける。初期の頃はスタッフによる選曲があったようだが、放送回数が進んだ現在では、ほぼ石原自身が選曲しているようである。また、週によっては音楽をかける前に著名アーティストが石原やこの番組に寄せてのコメントを届けることもある。これまでに平井堅やゆず、Crystal Kay、倖田來未、石原主演のドラマ「Ns'あおい」の主題歌を担当したコブクロらがコメント出演した。
- 2008年秋より「歌のコトバ」というコーナーが始まる。これは、石原が気に入った歌の歌詞の一部を朗読するというもの。

### 歴史（特筆すべきエピソード）
- 2005年11月20日の回では、新人女優の高畑充希（たかはた・みつき）を番組初のゲストに招いた。これは、高畑が主演する「山口百恵トリビュートミュージカル・プレイバックPART2（屋上の天使）」のPRを兼ねたもので、東京公演（2005年12月）のチケットプレゼントも行われた。
- 2005年12月18日は特別編として「SAY TO ME! プレゼンツ・山口百恵伝説」というテーマで、石原が山口についての様々なエピソードを披露した。
- 2006年10月29日は、石原主演の舞台「奇跡の人」の東京公演が行われた青山劇場にて収録されたものを放送。青山劇場で石原が使用していた楽屋などを紹介した。
- 2006年11月19日・26日にゲストとして絢香（シンガーソングライター）を迎えた。
- 2007年4月15日、22日に「花嫁とパパ」撮影現場から共演者に対するインタビューを放送。15日にKAT-TUNの田口淳之介、小泉孝太郎を、22日に時任三郎と和久井映見、白石美帆を迎えた。
- 2005年の番組開始時より、番組オリジナルグッズなどは久しく作られていなかったが、2007年4月15日の放送より、プレゼントとして「サクラ一号」なるオリジナルグッズが作られる。どのようなものなのかは未だ明かされていない。番組で行われる不定期の企画などにおいてプレゼントされる。
- 2007年6月17日・6月24日にゲストとして時任三郎を招いた。4月に続いて「花嫁とパパ」関連特集。
- 2007年8月19日・26日　包帯クラブ関連特集として、石原と共に主演をした男優・柳楽優弥と田中圭を招く。同9月16日は新人シンガーソングライター・高橋瞳も包帯クラブの特集で、高橋が主題歌を歌っているということで出演。
- 2007年11月11日 番組史上初の公開収録が行われる。これは石原自身がイメージキャラクターを務めるLF主催イベント「ラジオパーク2007 in 日比谷」のイベントの一つとして行われ、ゲストとしてボーカリストの手嶌葵を迎えた。11月11日の昼12:00〜13:00に収録され当日夜に放送された。なお収録終了後、2008年のカレンダー購入者を対象に『握手会』も同時に行われた。
- 2010年3月14日放送で、同年4月4日の放送を最後として5年間に渡る石原はラジオパーソナリティーを降板したため、放送を終了することを発表。その最終回前、3月28日放送の終盤の挨拶で石原は感涙しながら「来週聞いてね」とコメント。

## ゲスト
2005年（平成17年）
- 11月20日：高畑充希

2006年（平成18年）
- 11月19日・26日：絢香

2007年（平成19年）
4月15日：田口淳之介、小泉孝太郎
- 4月22日：時任三郎、和久井映見、白石美帆
- 6月17日・24日：時任三郎
- 8月19日・26日：柳楽優弥、田中圭
- 9月16日：高橋瞳（シンガーソングライター）
- 11月11日：手嶌葵

2008年（平成20年）
- 4月13日・20日：堂本光一
- 6月15日・22日：パックンマックン
- 8月31日・9月7日：岡野昭仁（ポルノグラフィティ）
- 9月21日・28日：川嶋あい
- 10月19日・26日：東貴博（Take2）

2009年（平成21年）
- 1月4日：上原多香子（SPEED）
- 2月1日：石橋杏奈
- 2月22日：瑛太、生田斗真（「ヴォイス?命なき者の声?」共演者）
- 3月8日：村上ゆき（シンガーソングライター）
- 6月14日：滝沢秀明（「タッキーの滝沢電波城」とのコラボレーション）
- 12月20日:May'n

2010年（平成22年）
- 2月21日:山田涼介（ドラマ「左目探偵EYE」共演者）

## ネット局と放送日時
- ニッポン放送　毎週日曜日　23時30分〜24時00分 2009年4月より。（2005年9月までは土曜日21時30分〜22時00分、野球延長時は21時45分から22時。2005年10月から2009年3月までは日曜夜21時30分〜22時00分。）
- 静岡放送　毎週金曜日　夜23時30分〜24時00分
- ぎふチャン　毎週月曜日　夜20時00分〜20時30分（NRN未加盟・番販ネット）※2006年ナイターオフは土曜21:00〜21:30に放送していた。
- IBC岩手放送
- 新潟放送
- 北日本放送
- 毎日放送 - 2010年3月をもって終了。
- 山陽放送
- 四国放送
- 山口放送
- 大分放送
- 長崎放送

## 番組使用曲
- テーマ曲は「Total Eclipse of the Heart」ボニー・タイラー
- ジングル (ラジオ)は奥華子の即興演奏を同時録音したもの。
- エンディングテーマにはオレンジペコーの「TinyBaby」が使用されていた。

## 郵便番号告知について
- 番組は郵便番号告知を全国向け（「はがきの方はお聞きの放送局、若しくはLF「石原さとみ SAY TO ME!」係まで」）とお聞きの放送局向けに流して終わるが、LFでは郵便番号を2度流すという事態が生じる。